# Sonatrach
Sonatrach — крупнейшая алжирская государственная нефтегазовая компания, специализирующаяся на добыче, переработке и продаже нефти и природного газа. 
По своим экономическим показателям «Sonatrach» является также крупнейшей компанией африканского континента (среди предприятий всех видов деятельности).
Штаб-квартира компании находится в столице страны Алжир — Алжире.

## История
Компания была основана в декабре 1963 года под названием Société Nationale de Transport et de Commercialisation des Hydrocarbures (Национальное общество транспортировки и продажи углеводородов, Sonatrach); в 1966 году к функциям компании были добавлены разведка, добыча и переработка нефти и газа. После национализации в 1970—1971 нефтегазовой индустрии Алжира, принадлежавшей иностранным компаниям, контроль над ней был передан Sonatrach. Однако, поскольку Sonatrach не имела квалифицированного персонала для разработки месторождений, был создан ряд совместных предприятий с компаниями из Франции, США, Испании, Бразилии и ФРГ. В 1977 году было достигнуто соглашение с итальянской Eni о строительстве газопровода в Италию стоимостью 2,5 млрд долларов. В 1980-х годах к одному НПЗ в столице Алжира было добавлено ещё пять с привлечением итальянских и японских специалистов. В 1990-х годах были проложены новые газопроводы в Италию, Испанию и Португалию, также были созданы новые совместные предприятия, большое значение начала иметь британская BP. Sonatrach вышла на одно из ведущих мест в мире по экспорту сжиженного газа.

## Собственники и руководство
Компания полностью принадлежит государству. Президент компании — Мохамед Мезиане.

## Деятельность
Компания занимается добычей, переработкой, продажей и транспортировкой нефти и газа, а также инвестирует средства в развитие электроэнергетики. На компанию приходится около 80 % добычи нефти и газа в Алжире. Страна занимает 10-е место в мире по запасам природного газа и 6-е место по его экспорту, по запасам нефти занимает 16-е место.
В 2020 году добыча углеводородов составила 175,9 млн тонн в нефтяном эквиваленте (3,53 млн баррелей в сутки), из них 42,4 млн тонн нефти, 7,8 млн тонн газового конденсата, 123,2 млрд м³ природного газа.
Компании принадлежит сеть нефте- и газопроводов общей протяжённостью 22 тыс. км (основные месторождения находятся на юге страны, а основные потребители и терминалы для экспорта — на севере). Имеются также три газопровода, связывающие Алжир с Европой, их пропускная способность — 50 млрд м³ в год; один из них идёт в Италию через Тунис, два других — в Испанию.
Нефтеперерабатывающие мощности Sonatrach включают 6 НПЗ и 2 нефтехимических комплекса; производство нефтепродуктов — около 30 млн тонн в год, половина из них экспортируется. Также имеется 4 предприятия по сжижению природного газа и его разделению на пропан и бутан.
В 2020 году компания экспортировала углеводородов на 20 млрд долларов, более 80 млн тонн, из них 16,7 млн тонн нефти, 3,3 млн тонн газового конденсата, 14,6 млн тонн нефтепродуктов, 25,6 млрд м³ природного газа, 22,9 млн м³ сжиженного газа. Потребление на внутреннем рынке составляет 60 млн тонн углеводородов, в том числе 12,9 млн тонн нефтепродуктов и 44,8 млрд м³ природного газа.
Основные составляющие группы Sonatrach:
- Sonatrach JSC (72 % выручки)
- NAFTAL (11 % выручки)
- Sonatrach Raffineria Italiana (SRI) (9 % выручки)
- SPC BVI (3 % выручки)

## Месторождения
- Хасси-Месауд
- Ин-Салах
- Хасси-Рмель
- Гасси-Туиль